# Sepang
Sepang est un district situé dans la partie sud de l'État de Selangor en Malaisie. Il a connu une grande expansion, en raison de sa proximité avec la capitale, et de réserves foncières très importantes.Le demi-frère de Kim Jong-un, Kim Jong-nam est assassiné ici

## Sports automobiles
Ce district est essentiellement connu en raison de l'emplacement du circuit international de Sepang, c'est sur cette piste que se déroule le Grand Prix de Malaisie.

## Transports
- Site de l'aéroport international de Kuala Lumpur, qui dessert la ville de Kuala Lumpur.
- Autoroutes vers Kuala Lumpur et Seremban et Singapour.